# Ричард Берд
Ричард Евелин Берд Млађи (енгл. Richard Evelyn Byrd, Jr.; Винчестер, 25. октобар 1888 — Бостон, 11. март 1957) био је амерички контраадмирал, поларни истраживач, познати авијатичар и добитник Медаље части. Берд је био командант прве мисије која је 1929. године прелетела Јужни пол. У 5 антарктичких експедиција чији је учесник био Берд истражене су дотада непознате области Антарктика, а Земља Марије Берд је добила име по Бердовој супрузи.

## Младост
Ричард Берд је рођен у Винчестеру, Вирџинија. Директни је потомак Покахонтас и Џона Ролфа.Берд је похађао Вирџинијски војни институт и Универзитет Вирџинија, пре него што су га финансијске неприлике присилиле да се упише и дипломира на Поморској академији Сједињених Држава. У Првом светском рату је научио да лети. Берд је развио многе технике које су се користиле при лету над отвореним морем. Његова стручност му је донела прилику да планира план лета за прекоатлантску експедицију Америчке морнарице 1919. Од три хидроплана која су покушала да прелете Антлантик, само је NC-4 Алберта Рида завршио први прекоокеански лет. Берд је 1925. са Доналдом Мекмиланом истраживао западни Гренланд.

## Непотрвђени лет изнад Северног пола
На дан 9. маја 1926. Бирд и пилот Флојд Бенет су покушали лет изнад Северног пола. Берд је тврдио да је стигао до пола. Ово путовање је донело Берду велику популарност, укључујући и Орден части, као и финансијска средства за потоњи покушај на Јужном полу.
Међутим, до 1996. су постујале сумње да ли је Бирд стигао до Северног пола. Године 1958. норвешко-амерички пилот и истраживач Бернт Балхен је изразио сумњу у Бердову тврдњу. Балхен је 1971. изјавио да је Берд само просто кружио без циља када је нестао из видокруга посматрачима на земљи.
Године 1996. у Бердовом дневнику за дан 9. мај 1926. су примећена обрисана (али још видљива) очитавања секстанта које се драстично разликују од оних које је Берд откуцао у свом извештају Националном географском друштву од 22. јуна 1926. Берд је у дневник уписао да је секстантом очитао висину Сунца од 19°25'30", док је у свом извештају написао да је висина Сунца била 18°18'18".
На основу овога и других података у дневнику, Денис Ролинс је закључио да је Берд имао добар правац и да је стигао на 80% пута до пола, пре него што се вратио назад због квара на мотору, али је касније фалсификовао свој извештај како би подржао своју тврдњу да је стигао до пола.

## Лет преко Атлантика 1927.
Берд је био један од неколицине пилота који су покушали да освоје Ортејгову награду године 1927. за лет између Сједињених Држава и Француске без престанка. Још једном је Берд изабрао Флојда Бенета за свог главног пилота, уз подшку Бернта Балхена, Берта Акосте и Џорџа Новила. Током тренинга авионо се срушио и тешко повредио Бенета, који је касније преминуо. Док је авион био на оправци, Чарлс Линдберг је освојио награду. Међутим, Берд је наставио са својим циљем, са Балхеном као главним пилотом уместо Бенета. Берд, Балхен, Акоста и Новил су полетели из Њујорка 29. јуна 1927. Након доласка до Француске, облаци су их спречили да слете у Париз, па су се вратили до обале Нормандије, где су се срушили без смртних исхода 1. јула 1927.

## Прва антарктичка експедиција 1928—1930.
Године 1928. Берд је започео своју прву антарктичку експедицију са два брода и три авиона. Базни камп Мала Америка је изграђен на Росовој леденој плочи. Експедиција је била опремљена псима за вучење санки, моторним санкама и авионом. Фотографске експедиције и геолошка испитивања су извршена током тог лета. Експедиција је настављена након прве зиме и 29. новембра 1929. је извршен прелет преко Јужног пола. Берд је заједно са пилотом Бернтом Балкеном, копилотом Харолдом Џуном и фотографом Ешлијем Мекинлијем одлетео до Јужног пола и назад за 18 сати и 41 минут. Имали су проблема да постигну потребну висину лета, па су морали да бацају празне резервоаре са горивом и залихе у случају нужда да би достигли висину поларне висоравне. Лет је ипак био успешан и увео је Берда у историју. Експедиција се вратила у Северну Америку 18. јуна 1930. За разлику од лета 1926. ова експедиција је одликована златном медаљом Америчког геоградског друштва.

## Бердове касније антарктичке експедиције
Берд је учествовао у још четири антарктичке експедиције од 1933-35, 1939-1940, 1946-47 и 1955-56.
Године 1934. на својој другој експедицији, Берд је провео 5 зимских месеци сам радећи у истуреној метеоролошкој станици, у којој је скоро изгубио живот због тровања угљен-моноксидом због пећи која је лоше одводила дим. Необичне поруке преко радија су узбуниле посаду у базном кампу, који су покушали да стигну до метеоролошке станице. Прва два покушаја су пропала због мрака, снега и проблема са опремом. Када су коначно стигли до Берда, нашли су га са јако нарушеним здрављем. Ову експедицију Берд је забележио у својој аутобиографији „Сам“ (енгл. Alone). Њој је такође одана почаст на поштанској марки.
Крајем 1938. Берд је посетио Хамбург и позван је да учествује у немачкој екеспедицији у Новој Швабији, али је одбио понуду.
Бердова трећа експедиција је била прва у којој је он имао званичну подршку америчке владе. У марту 1940. Берд је позван да ступи у активну службу у бироу начелника поморских операција. Експедиција је наставила свој рад на Антарктику без Берда. Од 1942. до 1945. Берд је обављао важне мисије на Тихом океану, укључујући истраживање удаљених острва за потребе изградње аеродрома. На једној мисији посетио је и европско бојиште. Берд је често хваљен због својих доприноса у рату и приуствовао је чину јапанске предаје.
Четврта Бердова експедиција је била највећа антарктичка експедиција до сада. Године 1946. амерички секретар морнарице Џејмс Форестал је окупио велики поморску флоту за антарктичку експедицију која је требало да траје од 6 до 8 месеци. Поред командног брода УСС Монт Олимпус и носача авиона УСС Филипинско море, ту се нашло још 13 бродова за подршку, 6 хеликоптера, 6 летећих бродова, три хидроавиона и 15 других типова авиона. Укупан број особа који је учествовао у експедицији био је преко 4.000. Ова група је стигла до Росовог мора 31. децембра 1946. и извршила истраживања из ваздуха над територијом величине једнакој половини Сједињених Држава, откривши при томе десет нових планинских венаца. Највећи део истражене површи је била источна обала Антарктика од 150°ИГД до 0° ИГС. Експедиција је непланирано окончана у фебруару 1947. и посада се одмах вратила у Сједињене Државе. Разлог за прекидање мисије није никада објашњен.
У склопу припрема за Међународну геофизичку годину (1957—1958), Берд је командовао експедицијом Америчке морнарице Дубоко замрзавање I 1955-1956. у чијем склопу су основане сталне базе на Макмурдовом мореузу, Заливу китова и Јужном полу.